# Perteole
Perteole è una frazione di Ruda in provincia di Udine.

## Storia

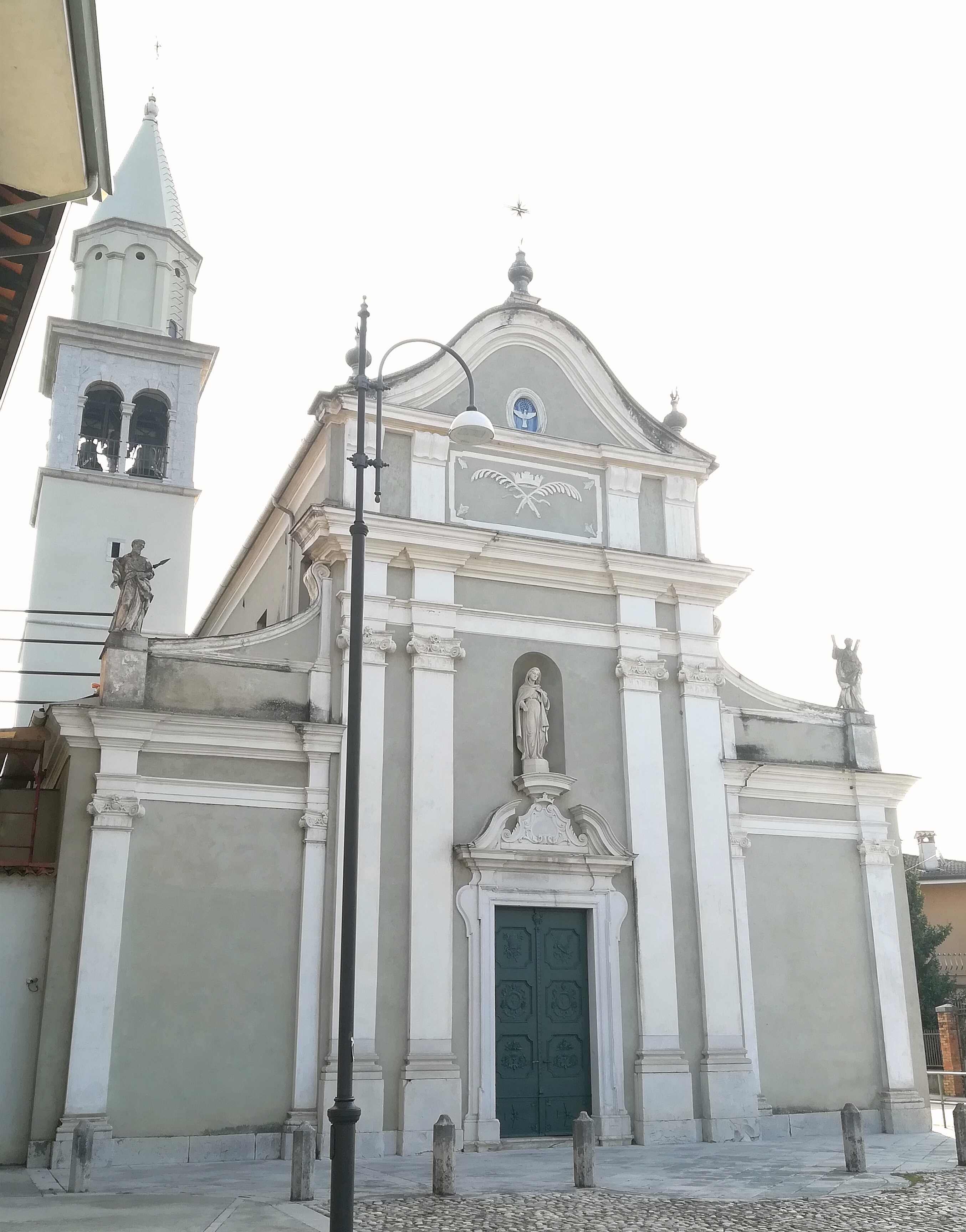
La chiesa parrocchiale

Perteole fu un comune della contea di Gorizia nell'Impero austriaco. Durante la prima guerra mondiale a Perteole fu attiva una stazione della ferrovia Cervignano-Viscone; questa linea non era aperta al servizio viaggiatori, ma funzionava semplicemente per collegare il fronte alle retrovie. Passato all'Italia dopo la prima guerra mondiale, fu incluso inizialmente nella provincia di Gorizia. Nel 1923, in seguito alla soppressione della provincia di Gorizia, il comune di Perteole venne incluso in quella di Udine. Infine, nel 1928, il comune di Perteole fu soppresso ed aggregato a quello di Ruda.

## Monumenti e luoghi d'interesse

### Chiesa parrocchiale
La parrocchiale di Perteole, dedicata a san Tommaso Apostolo, ha origini cinquecentesche. Infatti, la prima parrocchiale di Perteole della quale si hanno notizie fu edificata nel 1567 e consacrata nel 1570. 
L'edificio attuale, a tre navate, venne costruito nel XVIII secolo in stile barocco.

### Chiesa di Sant'Andrea Apostolo
La chiesetta di Sant'Andrea, posta nei pressi della strada che mena ad Aiello del Friuli, ha origini antichissime. Sembra, infatti, che la prima chiesetta sia sorta nel IX secolo. Si sa che tra i secoli XV e XVI la cappella fu ricostruita. La nuova chiesa venne consacrata il 10 giugno 1548.